# تپه سوختر گزیک
تپه سوختر گزیک مربوط به سدهٔ ۵ تا ۷ ه.ق است و در شهرستان تایباد، بخش باخرز، دهستان باخرز، ۲ کیلومتری جنوب روستای گزیک واقع شده و این اثر در تاریخ ۳ خرداد ۱۳۸۶ با شمارهٔ ثبت ۱۹۱۹۳ به‌عنوان یکی از آثار ملی ایران به ثبت رسیده است.